# Fritz Mohr (Politiker)
Fritz Mohr (* 14. September 1924 in Mausbach; † 29. Dezember 2008 in Bitburg) war ein deutscher Politiker (CDU) und ehemaliger Abgeordneter des Rheinland-Pfälzischen Landtag.
Fritz Mohr war Oberregierungsrat der Bezirksregierung Trier. Er war ab 1947 Mitglied der CDU und langjähriger CDU-Kreisvorsitzender im Eifelkreis Bitburg-Prüm. Kommunalpolitisch war er Mitglied des Stadtrates sowie Beigeordneter der Stadt Bitburg. Von 1960 bis 1979 war er Mitglied der Kreistage Bitburg beziehungsweise Bitburg-Prüm. Zwischen 1964 und 1979 war er Mitglied des Kreisausschusses und danach bis 1989 Erster Kreisdeputierter.
Fritz Mohr war von 1971 bis 1983 für die CDU Mitglied des Rheinland-Pfälzischen Landtags. Im Landtag war Fritz Mohr Mitglied des Petitions-, des Haushalts- und des Finanzausschusses sowie des Ausschusses für Gesundheit, Familie und Sport.
Fritz Mohr wurde mit dem Bundesverdienstkreuz I. Klasse, der Freiherr-vom-Stein-Plakette, dem Großen Wappenteller und der Goldenen Ehrennadel des Kreises Bitburg-Prüm ausgezeichnet.